# Pomacentrus philippinus
 Pomacentrus philippinus és una espècie de peix de la família dels pomacèntrids i de l'ordre dels perciformes.

## Morfologia
Els mascles poden assolir els 10 cm de longitud total.

## Distribució geogràfica
Es troba des de les Maldives fins a Nova Caledònia, Fidji, les Illes Ryukyu i Tonga.